# Hôtel Marchand

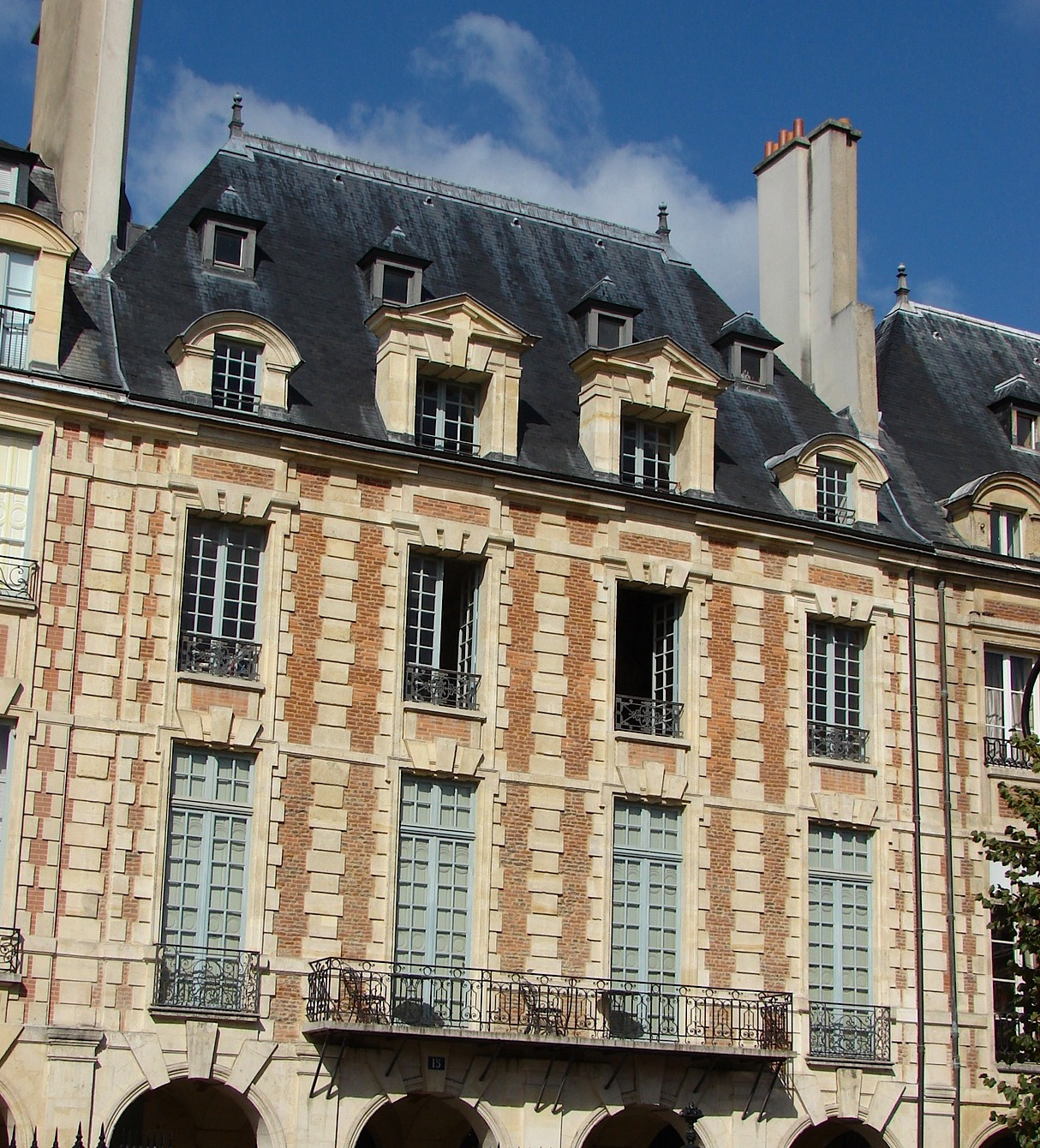
Hôtel Marchand

Hôtel Marchand je městský palác v Paříži. Nachází se v historické čtvrti Marais na náměstí Place des Vosges. Palác je v soukromém vlastnictví.

## Umístění
Hôtel Marchand má číslo 15 na náměstí Place des Vosges, druhý vstup je z ulice Rue de Turenne č. 16. Nachází se na západní straně náměstí ve 4. obvodu.

## Historie
Palác nechal vystavět v letech 1606–1607 plukovník pařížských arkebuzírů a lučištníků Charles Marchant (Marchand). V roce 1701 jej koupil vévoda Louis de Rohan-Chabot, který vlastnil i sousední palác. V roce 1875 se v paláci usídlila Ústřední unie užitého umění (Union centrale des Beaux-Arts appliqués).
Schodiště v paláci bylo v roce 1953 zapsáno na seznam historických památek, fasáda, střechy a podloubí na náměstí jsou chráněny od roku 1955.